# Simone Cantarini
Pour les articles homonymes, voir Cantarini.
Simone Cantarini connu aussi sous le nom de Simone da Pesaro ou encore Il Pesarese, né le 12 avril 1612 à Pesaro dans l’actuelle région des Marches, et mort à Vérone en 1648 à l’âge de 36 ans, est un peintre et un graveur baroque italien de l'école bolonaise. 

## Biographie
La biographie du génie rebelle a été rédigée par Carlo Cesare Malvasia en 1678 qui l’a connu personnellement et le représente ainsi :  
Il était très hautain, et satirique, moins par son instinct propre ou par nature, qu'en raison de l'influence de ses flatteurs.
Il naquit en avril 1612, à Pesaro ville de la Marche d'Ancône dans les États pontificaux et fut baptisé le 12 avril suivant.
Simone Cantarini est l’élève notamment du peintre maniériste de Pésarais Giovanni Giacomo Pandolfi et du peintre vénitien Claudio Ridolfi ; il étudie alors les œuvres accessibles de Federico Barocci ainsi que celles d'Orazio Gentileschi et Giovanni Francesco Fossombrone.

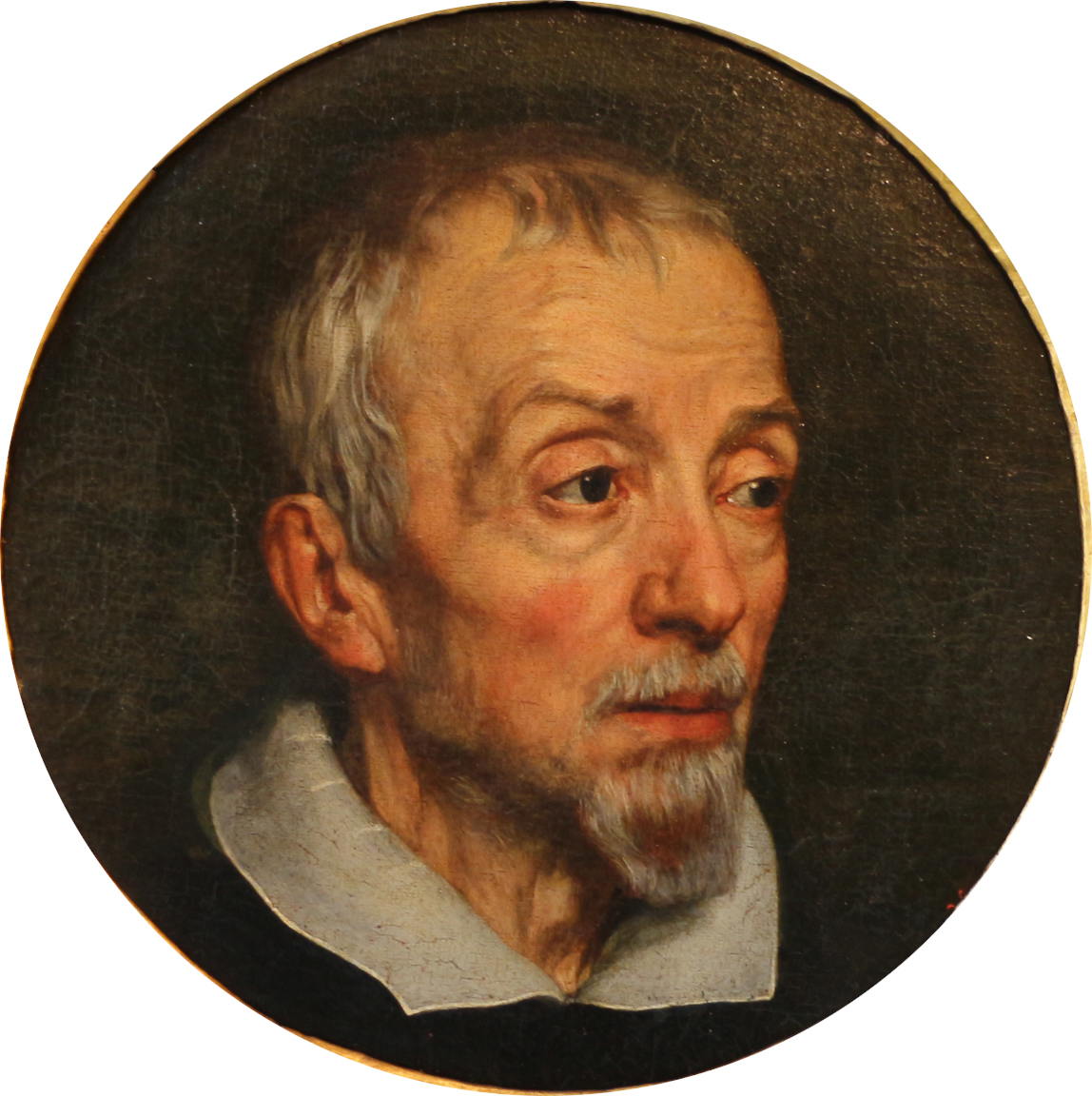
Portrait de Guido Reni par Simone Cantarini. (1636)

Vers 1635, il se rend à Bologne, où il entre dans l'atelier de Guido Reni jusqu'en 1639.   
Et s'il reste alors très influencé par la peinture maniériste tardive des Marches ainsi que par la manière caravagesque d’Orazio Gentileschi, le placement dans la cathédrale de Pesaro du grand retable de la Vierge à l'Enfant avec saint Thomas et saint Jérôme (aujourd'hui au Vatican) de Guido Reni sera pour le jeune pésarais un événement décisif dans son développement artistique.  

Son éducation se complètera par des éléments naturalistes qui, à partir de 1640, s’ajoutant aux connaissances classiques, celle-ci transforme alors Cantarini en un "petit-maître » d’une très haute sensibilité culturelle et stylistique.
Carlo Cesare Malvasia rapporte encore (II, p. 374) qu'initialement Cantarini prétendant "... faible et scolaire ... trop humble, et docile, et des pâtes les mieux composées et les plus maniables du monde", eut caché sa capacité et à son professeur et à ses camarades, mais qui, avec le temps et se sentant plus sûr de lui, changea d'attitude. Il devint extrêmement critique de son maître, et en même temps, exprima des jugements démolissants le travail du Dominiquin et Albani. Telle était sa présomption qu'en l'absence du maître Reni, il osa même corriger le travail de ce dernier devant les autres élèves. De plus, des difficultés surgirent concernant la réalisation de gravures de Cantarini d'après les dessins de Reni. 
Ses œuvres les plus significatives furent celles liées à la période de quatre années qu’il passa à Bologne, citons à ce titre : l’Immaculée avec Saints, La sainte Famille, Le repos en Égypte, La Transfiguration et Loth avec ses filles ; 
Finalement, après une série d'épisodes désagréables où l’orgueil infâme de Cantarini et sa langue débridée ont aliéné le maître et tout l’atelier, Cantarini abandonna l'étude du Guide (vers 1635-1637, selon Emiliani).  
D'un document toujours rapporté par Emiliani, il ressort que Cantarini est retourné à Pesaro, au moins pour une courte période, à l'occasion du mariage de sa sœur, en 1639.  
Dans les premières années de la cinquième décennie, Cantarini a très probablement vécu à Rome où il semble s’être intéressé avec beaucoup d'application à la sculpture antique et aux décorations murales de Raphaël.  
Il est alors en contact avec la variante néo-vénitienne du classicisme, présente dans l'entourage des Barberini. 
Suivirent une série de peintures parmi lesquelles : le Miracle de l’infirme et la Salomè qui reçoit la tête du Baptiste exposée à Cesena en 2010. 

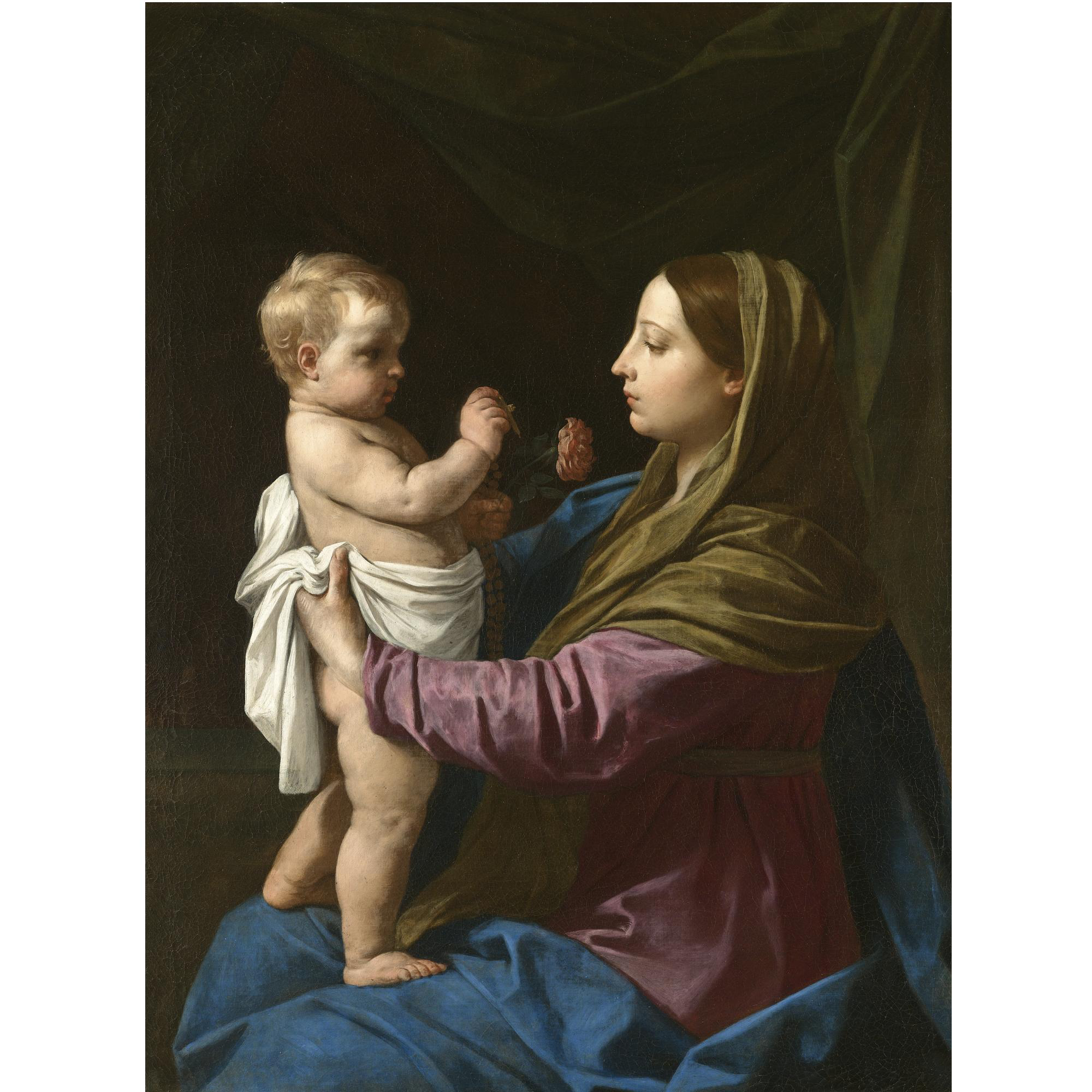

Il a alors pour élèves Lorenzo Pasinelli, Flaminio Torre, Giulio Cesare Milani, Giovanni Peruzzini, Girolamo Rossi, Giovanni Maria Luffoli et Giovanni Venanzi.  
Juste après de la mort de Guido Reni en 1642, Simone Cantarini retourne à Bologne où son langage devient de plus en plus naturaliste. 
Après 1642, la situation devient plus favorable pour l'activité d'autres maîtres. Cantarini ouvre son propre atelier dans une maison appartenant à la famille patricienne Zambeccari où il poursuivra son activité avec profit jusqu’à sa fin prématurée.
En effet, il meurt à Vérone à l’âge de seulement 36 ans.  
Le Malvasia raconte les événements des derniers mois de la vie de Cantarini : appelé à Mantoue pour faire le portrait du duc, il se conduisit manifestement mal, critiqua les tableaux de la collection ducale et surtout les œuvres de Giulio Romano; De plus, l’exécution du portrait s’éternisait au point que le duc lui-même "le moquant se mit à le conseiller de quitter l’entreprise", qui fut finalement effectivement confiée à un autre peintre. L’humiliation affligea tellement Cantarini qu’il en tomba malade; son médecin lui conseilla de changer d’air en se rendant à Vérone, et il y mourut peu après, le 15 octobre 1648, mais les soupçons selon lesquels il aurait été empoisonné par un autre peintre de la cour de Mantoue, toujours selon Malvasia ne manquent pas non plus. 
Simone Cantarini fut sans discussion le meilleur élève de Guido Reni et le seul peintre de son entourage capable de formuler un style très personnel : son riche « pictorialisme", ses couleurs légèrement dégradées et les nouvelles inflexions dans les poses des personnages contribuèrent à introduire une des plus délicates et intimes manières de peindre au cours de ces dernières décennies du XVIIe siècle.  

Son influence est perceptible notamment dans l'œuvre de son élève doué Lorenzo Pasinelli, et chez le jeune Donato Creti. 

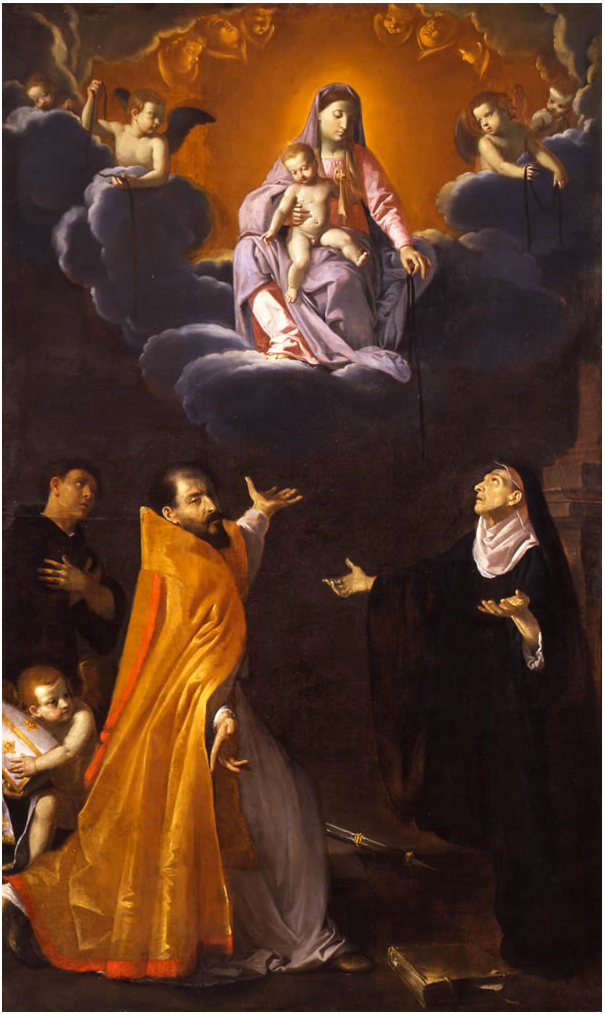
La Vierge de la Ceinture, c. 1640.
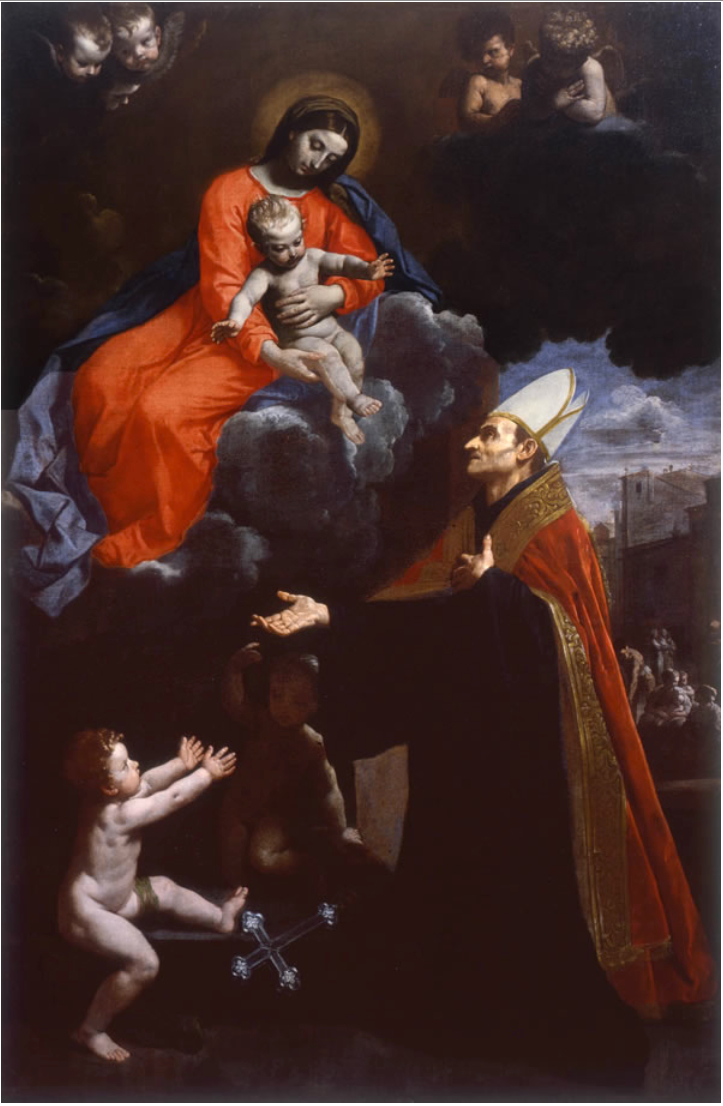
Madone à l’Enfant avec saint Thomas de Villeneuve, entre 1635 et 1648.
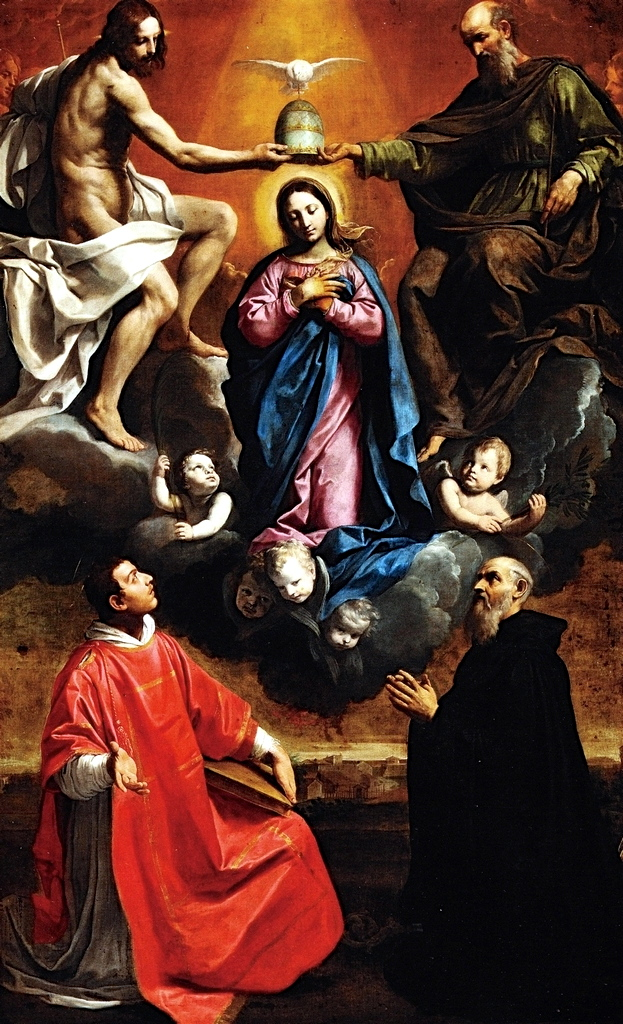
Le Couronnement de la Vierge avec saints, entre 1642 et 1647.
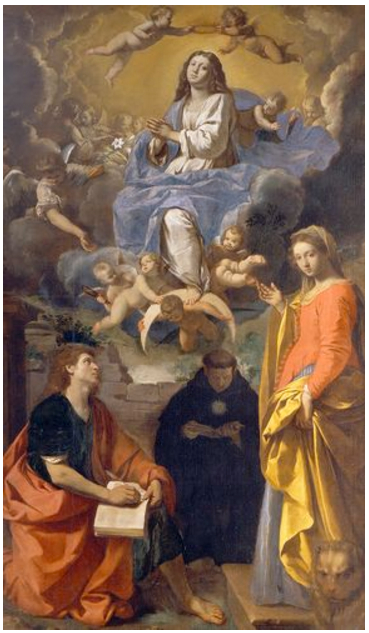
Vierge en Gloire avec saint Jean L'évangéliste, sainte Euphémie et saint Nicolas de Tolentino

## Œuvres et Catalogues
C’est certainement la fulgurance qui caractérise Simone Cantarini qui eut, dans sa courte vie, et contrairement à ce que laisse sous-entendre Malvasia, une production exceptionnellement abondante. 
Son aisance et sa richesse inventives sont particulièrement évidentes dans le vaste corpus de dessins. 

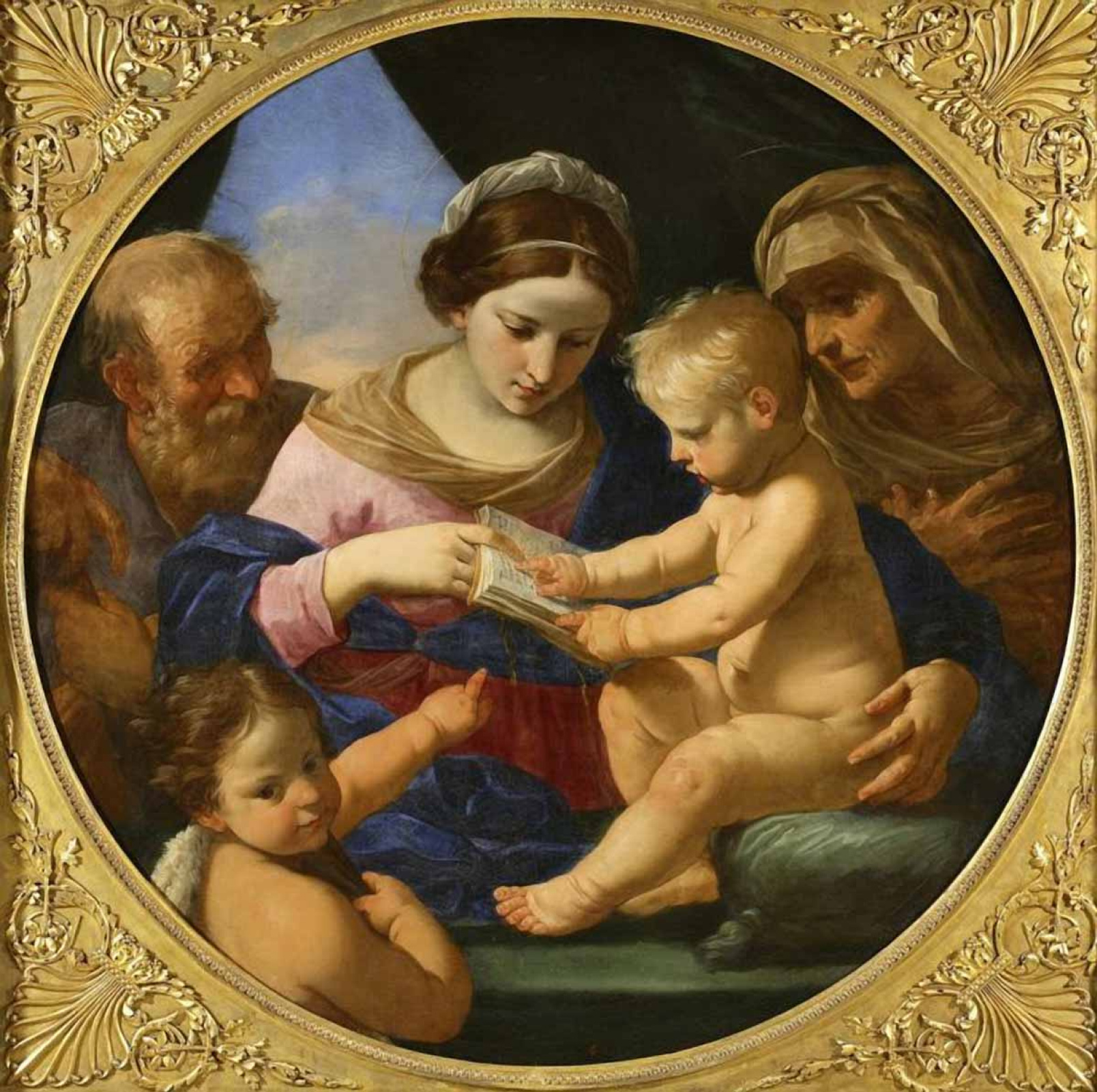
Sainte Famille avec saint Jean-Baptiste et sainte Elizabeth, Musée national pouchkine, Moscou

Il fut aussi un excellent graveur.

### Peintures

#### Œuvres conservées en Italie
- Rome
  - Repos pendant la fuite en Égypte (1603-1604), huile sur toile, Galerie Doria-Pamphilj[6]
  - Repos pendant la fuite en Égypte, Rome, Galleria Colonna.
  - Transfiguration (1645), chapelle Pauline au palais du Vatican, Rome
  - Jupiter, Neptune et Pluton sur le blason du Cardinal Borghese (œuvre la plus connue)

- Lombardie
  - Repos pendant la fuite en Égypte, Pinacothèque de Brera, Milan
  - Transfiguration, pinacothèque de Brera, Milan
  - Allégorie de la musique, collection G. Pasquinucci, Milan
  - Couronnement de la Vierge avec Saints, Gandino près de Bergame
- Emilie-Romagne
  - Adoration des Mages, Pinacothèque nationale de Bologne
  - Suzanne et les Vieillards, Pinacothèque nationale de Bologne
  - Immaculée, Pinacothèque nationale de Bologne
  - Saint Jean Baptiste, Pinacothèque nationale de Bologne
  - Portrait de Guido Reni, Pinacothèque nationale de Bologne
  - Atlas et Hippomène, collection Dell’Acqua à Ferrare
  - La Gloire de l’Art, Pinacothèque de Rimini
  - Saint Romuald, Casa Paolucci, Rimini

- Les Marches
  - L’Enfant Jésus apparaissant à saint Antoine de Padoue, huile sur toile, Galleria Nazionale delle Marche à Urbino
  - Madone à l’Enfant en Gloire avec sainte Barbe et saint Térence, huile sur toile, Galleria Nazionale belle Marche à Urbino
  - Marie-Madeleine, Pesaro
  - Christ en croix avec Marie-Madeleine et François d'Assise, Santa Veneranda, Pesaro
  - Saint Antoine, Cagli
  - Madone de la Rose (dont il existe deux autres versions dans des Coll.privées),  Fondation Caisse d’Epargne de Fano
  - Saint Pierre guérissant les malades, S. Pietro in Valle, Fano
  - La Vierge à la Ceinture, Pinacothèque civique de Fano
  - La Vierge avec Saint Thomas of Villanova, Pinacothèque civique de Fano

- Florence
  - Saint André (1699), huile sur toile, 102 × 69 cm, Galerie Palatine, Florence[7]

- Palerme
  - Saint Jean l’Évangéliste, Musée Civique de Palerme

#### Œuvres conservées en France et dans le monde
- En France
  - Sainte Famille (première version), musée du Louvre, Paris
  - Sainte Famille (deuxième version), musée du Louvre, Paris
  - Repos pendant la fuite en Égypte (variations), musée de Grenoble
  - Agar et l'Ange, musée des Beaux-Arts de Pau[8]

- Œuvres conservées dans le monde
  - La Vierge appose le manteau à sainte Thérèse en présence de saint Joseph, Saragosse[9]
  - Sainte Famille, collections du Marquis d'Exeter, Burghley House, Stamford, dans le Cambridgeshire, en Angleterre.
  - Sainte Famille avec saint Jean offrant des fruits, Kedleston Hall, dans le Derbyshire
  - Épouse de Joseph et Putiphar, Gemäldegalerie de Dresde
  - Mars, Vénus et Cupidon, Musée des Beaux-Arts de Rio de Janeiro

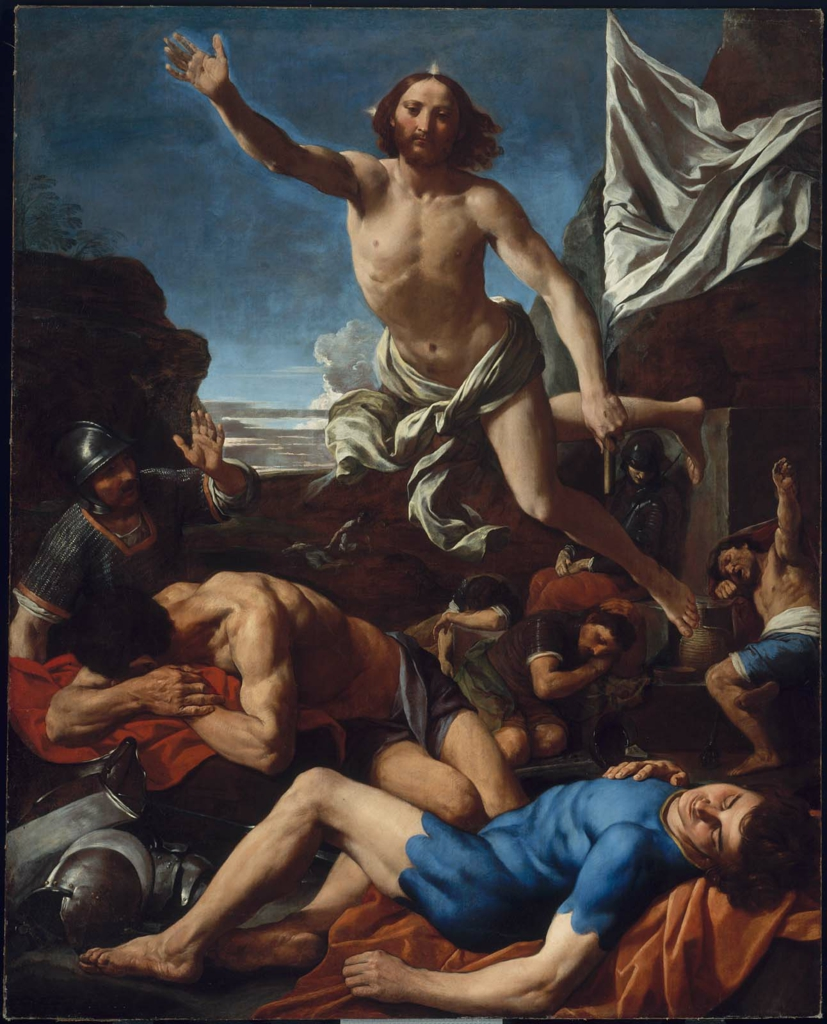
Le Christ ressuscité. Musée Fine Arts de Boston.
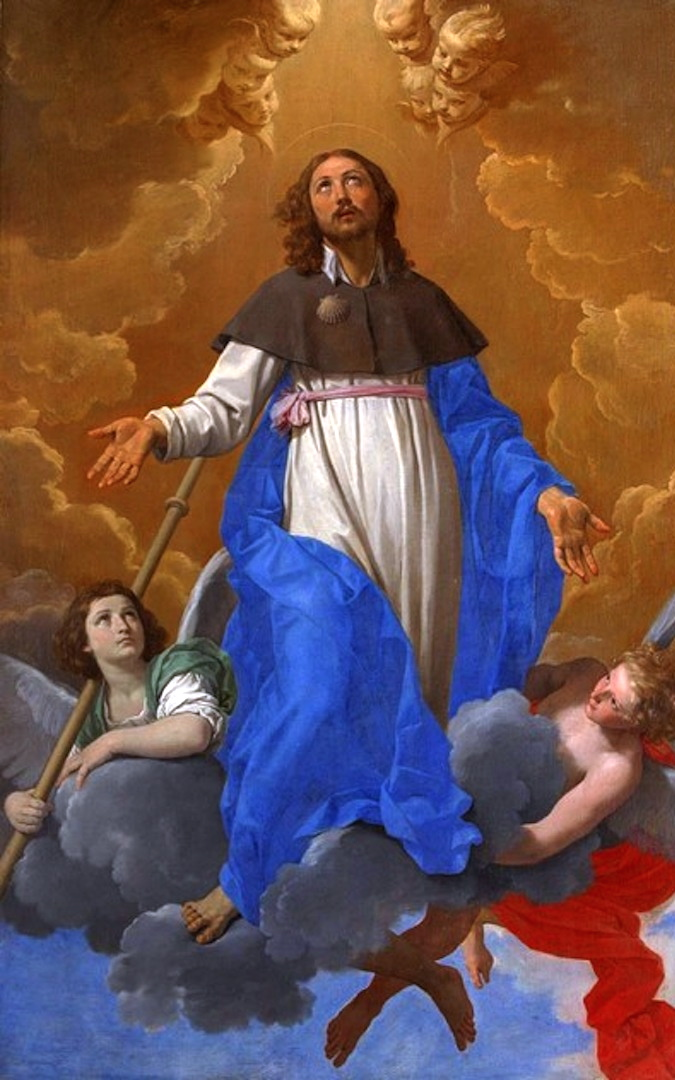
Saint Jacques en Gloire, (env.1640), Musée de Rimini
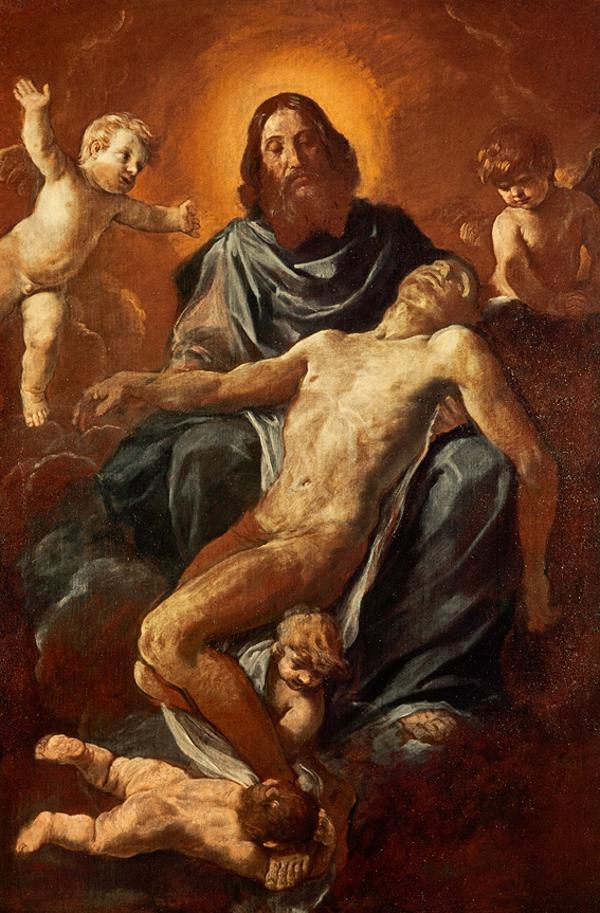
La Sainte Trinité, National Gallery d'Ecosse
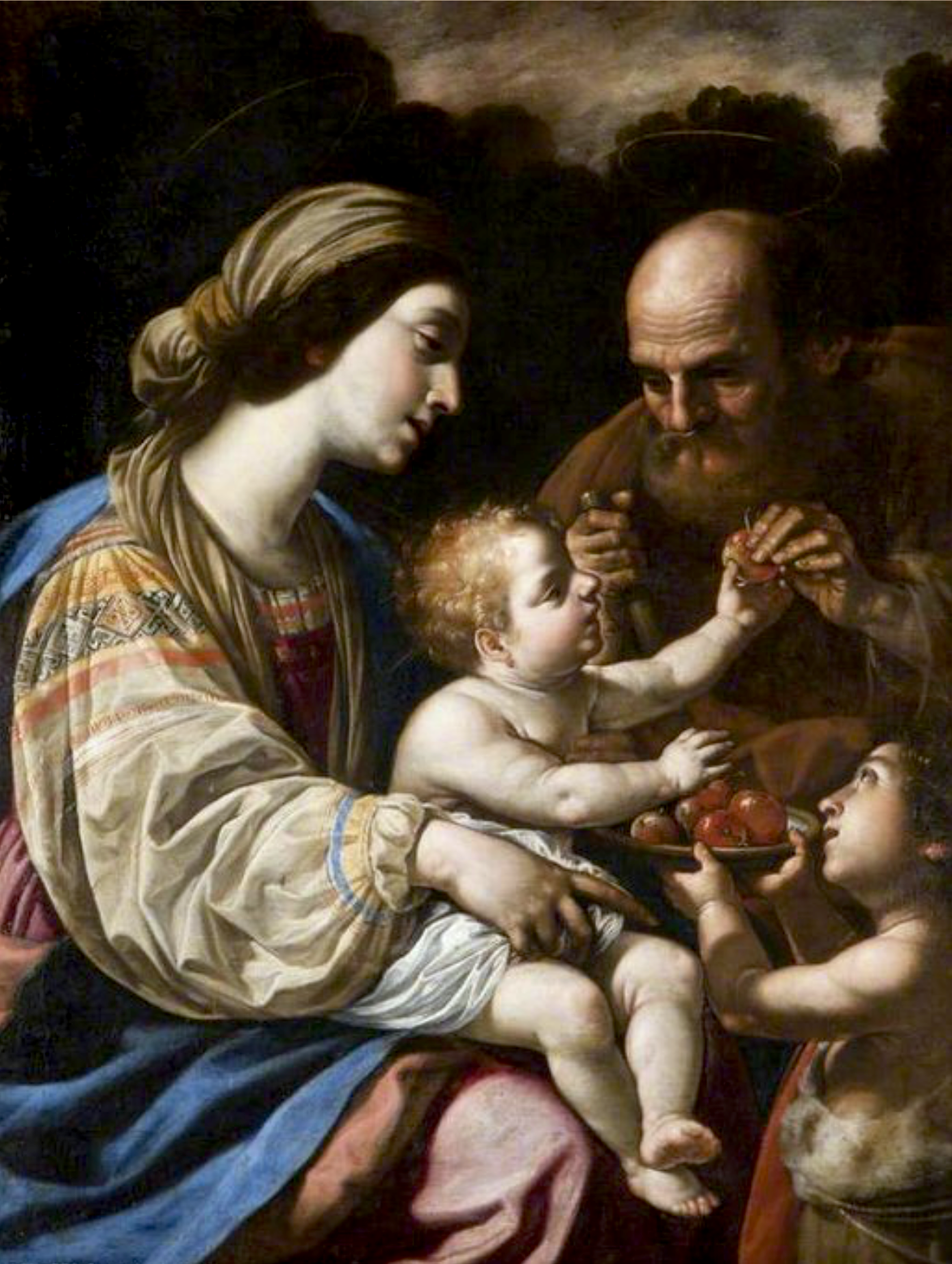
Sainte Famille avec saint Jean offrant des fruits, Kedleston Hall dans le Derbyshire.
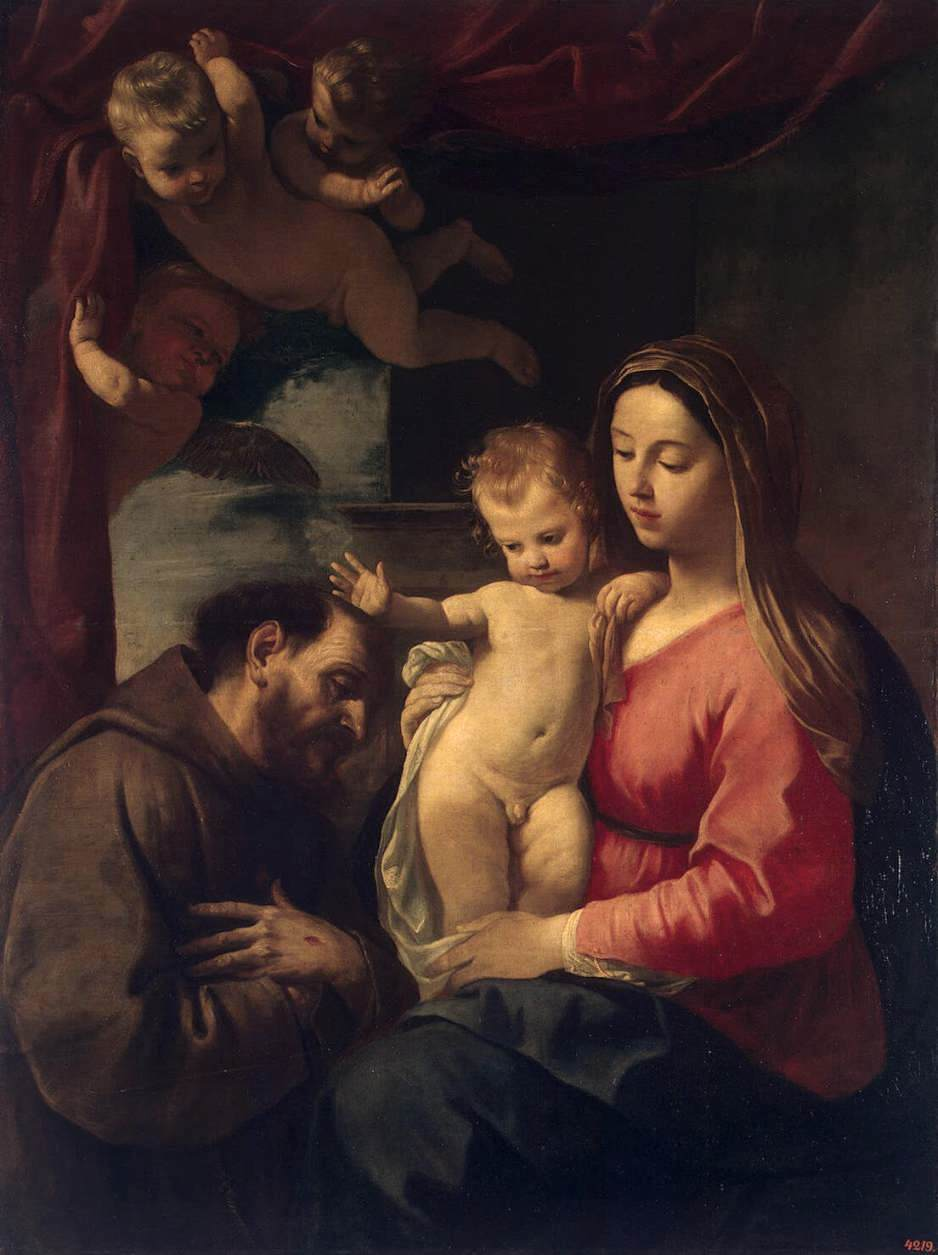
Madone à l'Enfant avec saint François d'Assise, Musée de l'Ermitage, Saint-Pétersbourg.
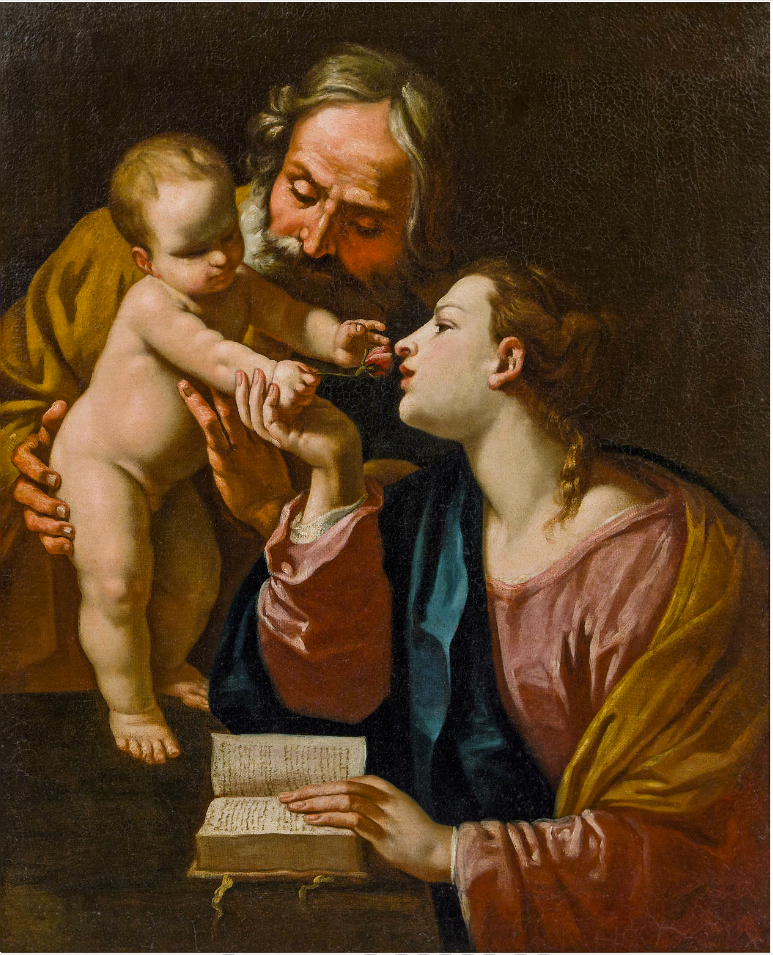
Sainte-famille. ImKinsky Auktionshaus
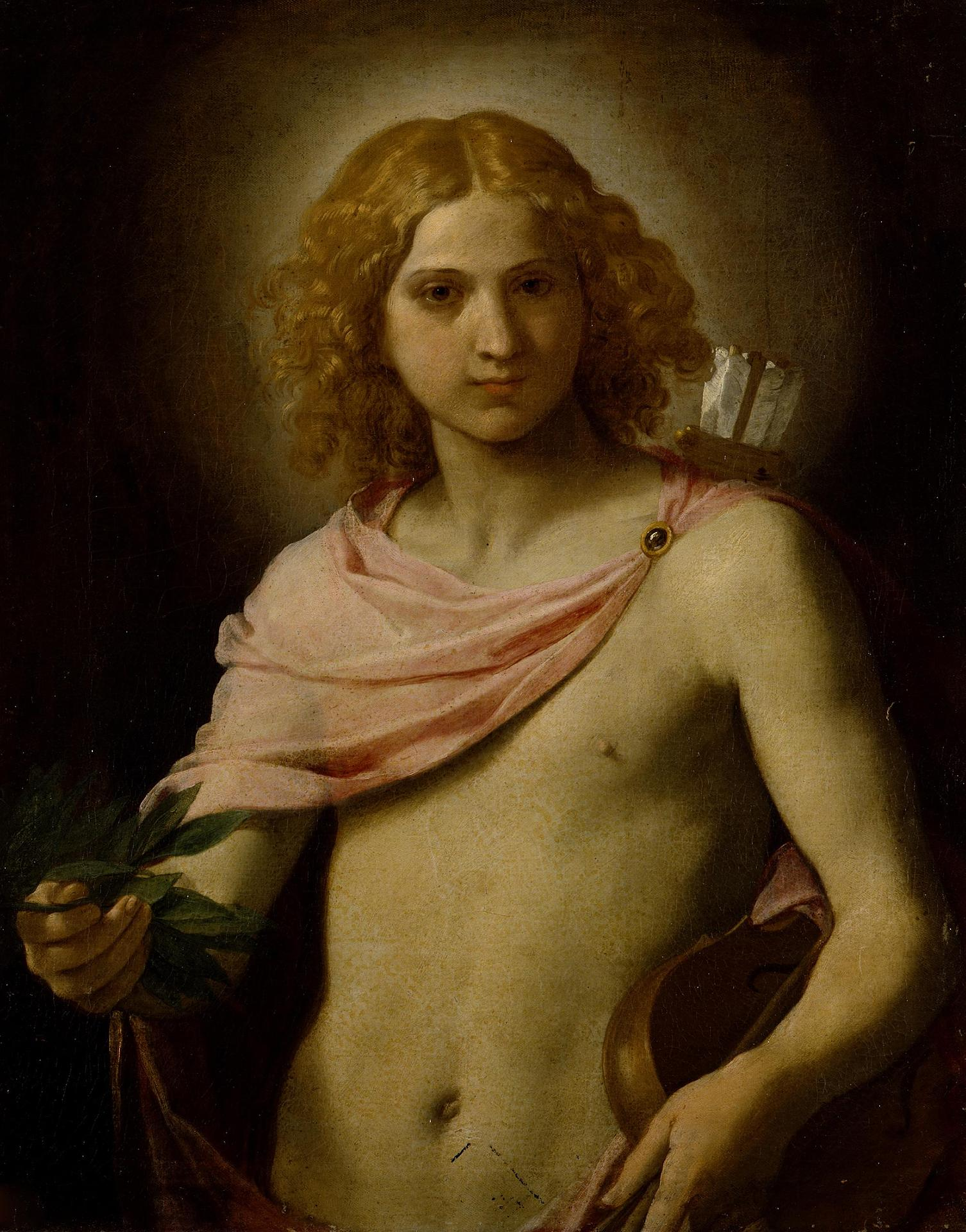
Apollon, Musée de l'Ermitage.
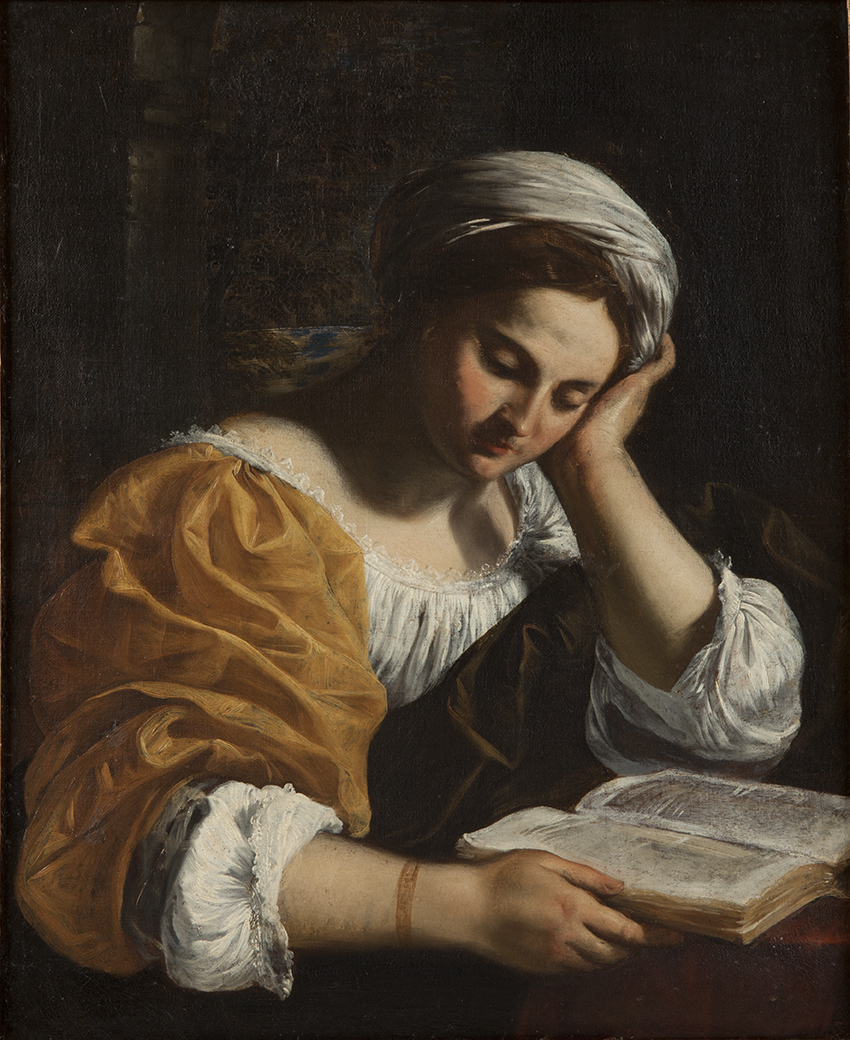
Sibylle lisant, vers 1635. Banca Popolare dell'Adriatico, Pesaro
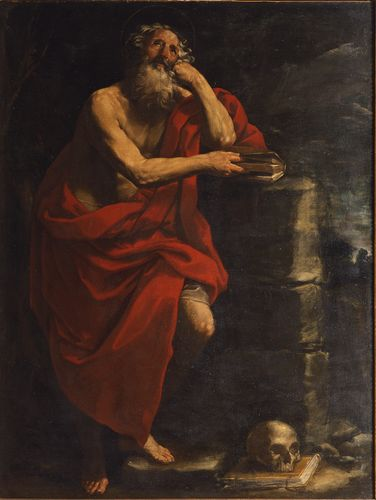
Saint Jérôme, Pinacothèque nationale de Bologne

### Dessins et Gravures
- Paris, Beaux-Arts de Paris : 
  - La Naissance de la Vierge, sanguine. H. 0,268 ; L. 0,199 m. Verso : Études de jambes, de femmes et d'un enfant à la sanguine. Cette composition est typique des dessins de premières pensées de Simone Cantarini aux lignes puissantes et aux formes adroitement modulées par le jeu différencié des hachures. La beauté gracieuse et l'agencement général de la composition permettent de penser que le dessin fut exécuté après le séjour à Rome de l'artiste, soit au début des années 1640, époque pendant laquelle il réalise des dessins aux caractéristiques semblables[10].
  - Six études de femmes, deux enfants, sanguine. H. 0,184 ; L. 0,222 m. Cette feuille date probablement également des années 1640, années pendant lesquelles l'artiste peint de nombreuses Saintes Familles. Il met l'accent sur le caractère intimiste du sujet; suggéré par l'expression de la tendresse maternelle, qui atteste sa dette envers les œuvres de Raphaël découvertes au cours de son séjour à Rome[11].

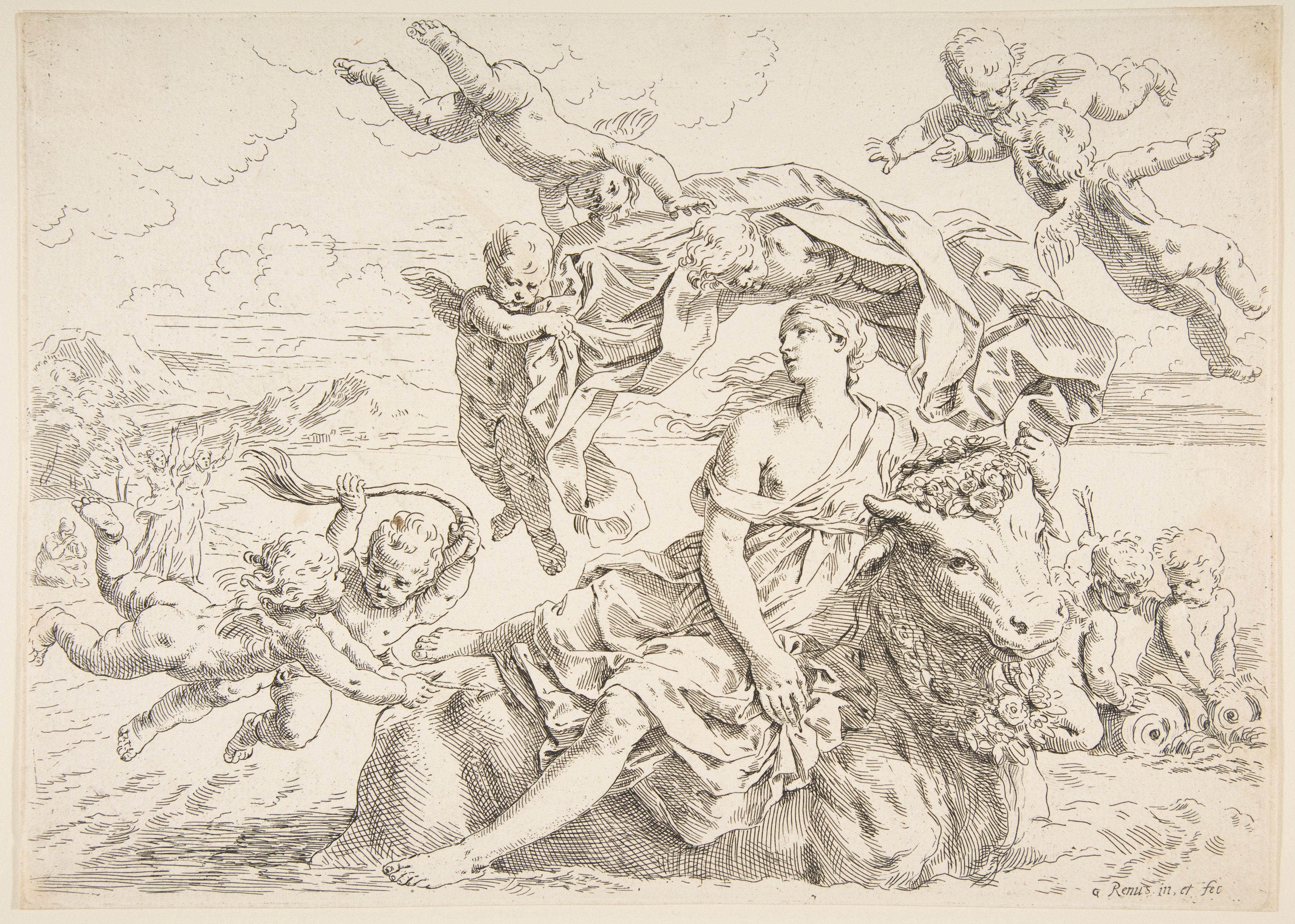
Enlèvement d'Europe.
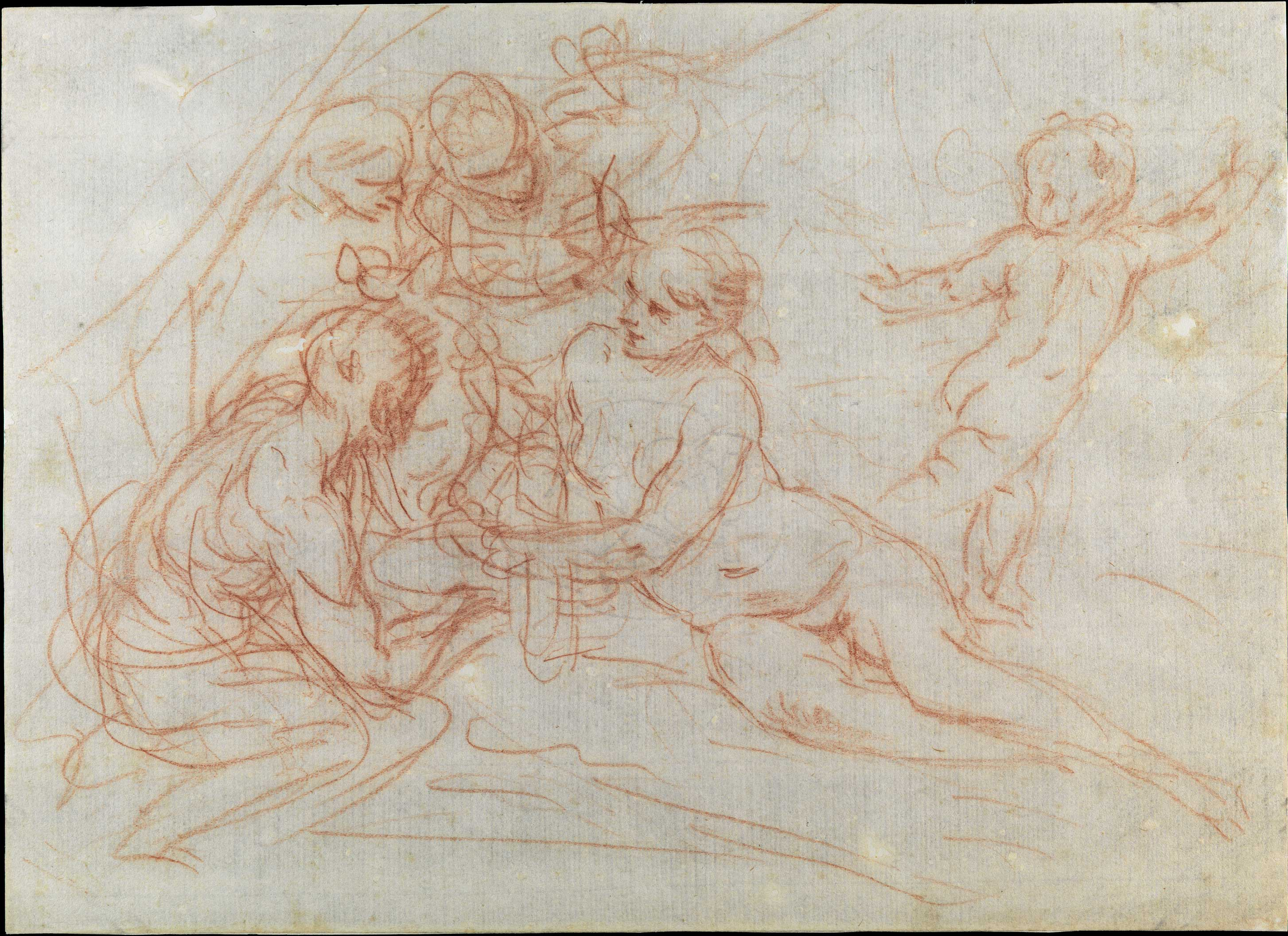
Venus.
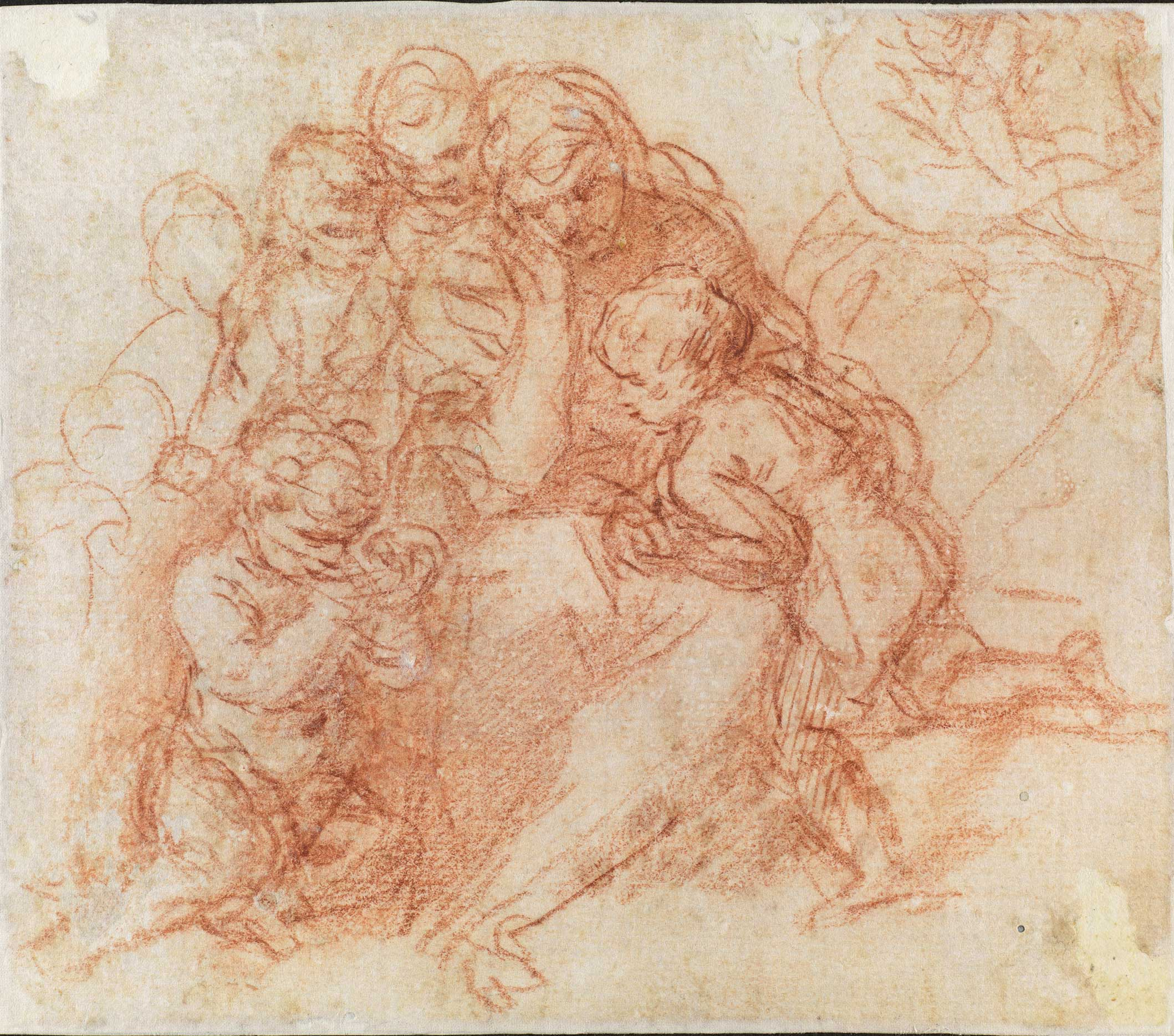
Femme avec enfants.
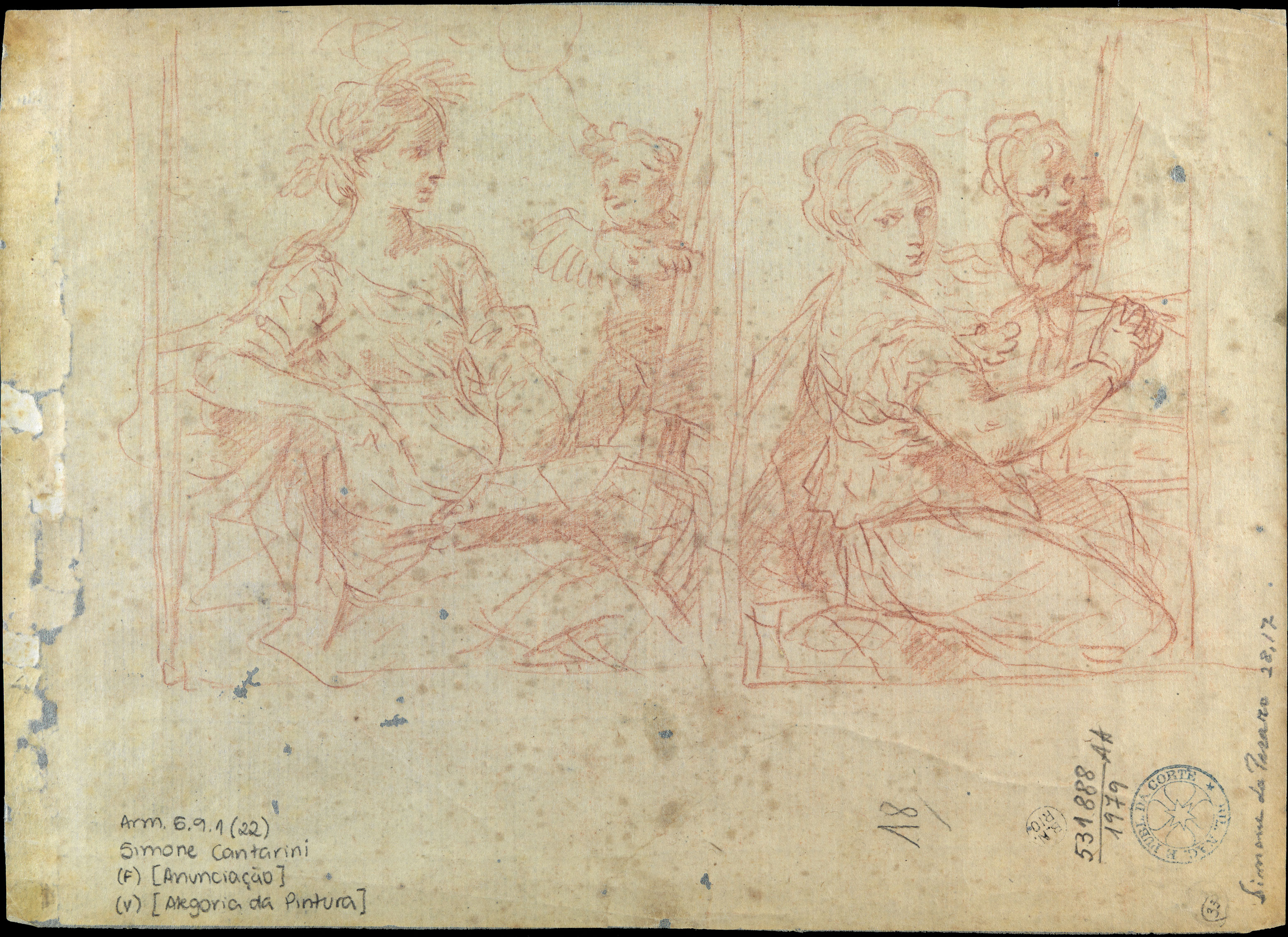
Allégorie de la Peinture.
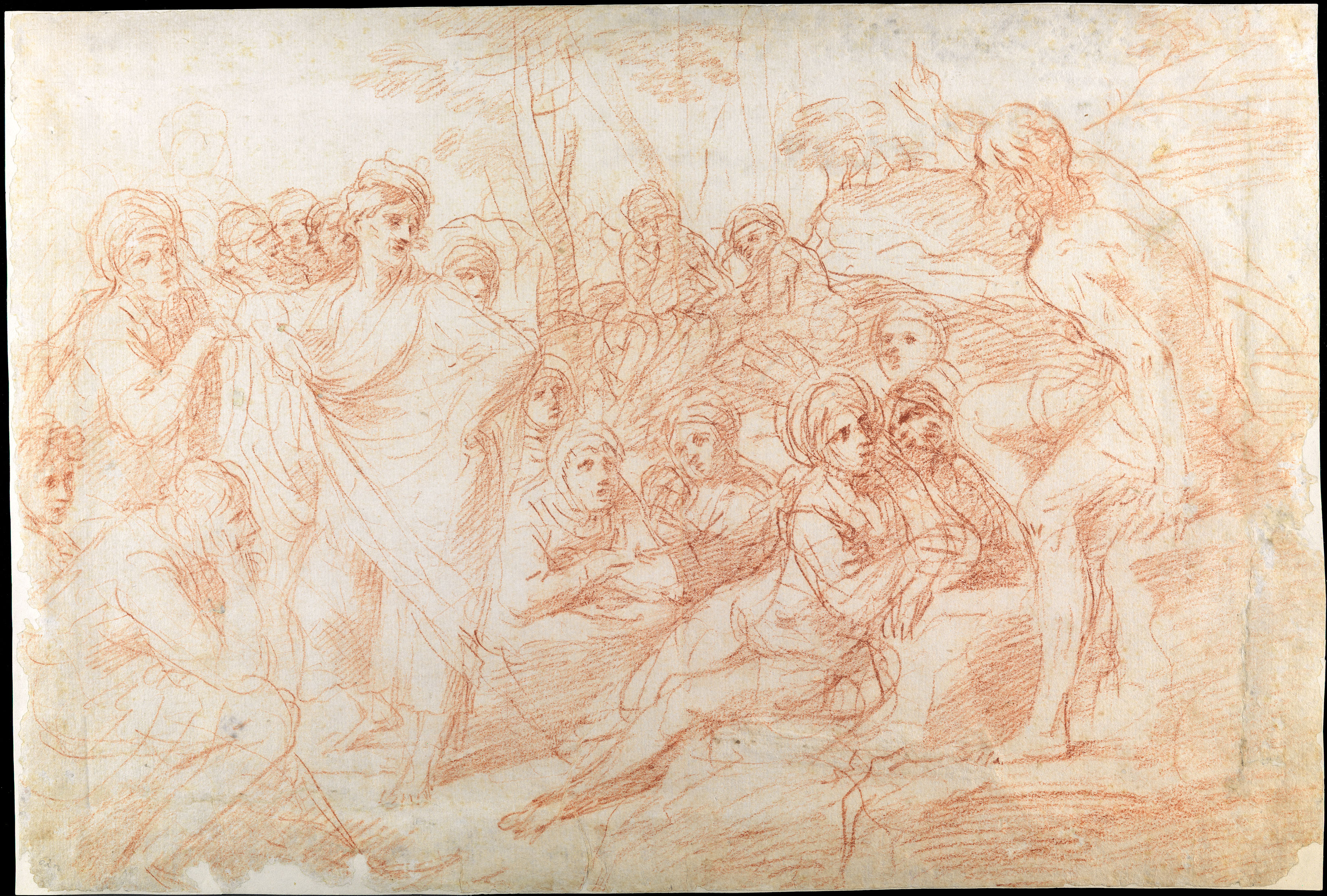
Sermon sur la montagne.
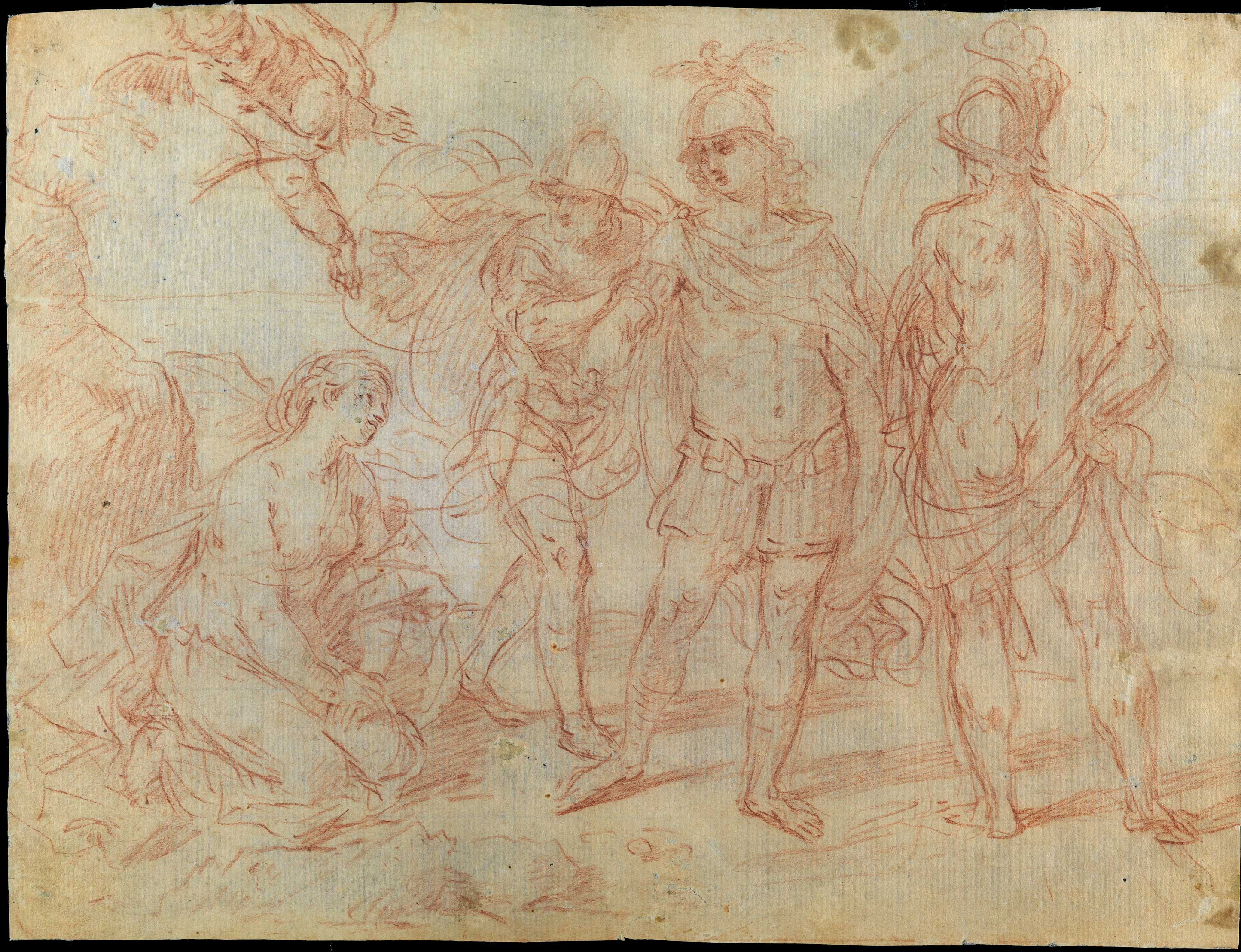
Alexandre et Roxane.

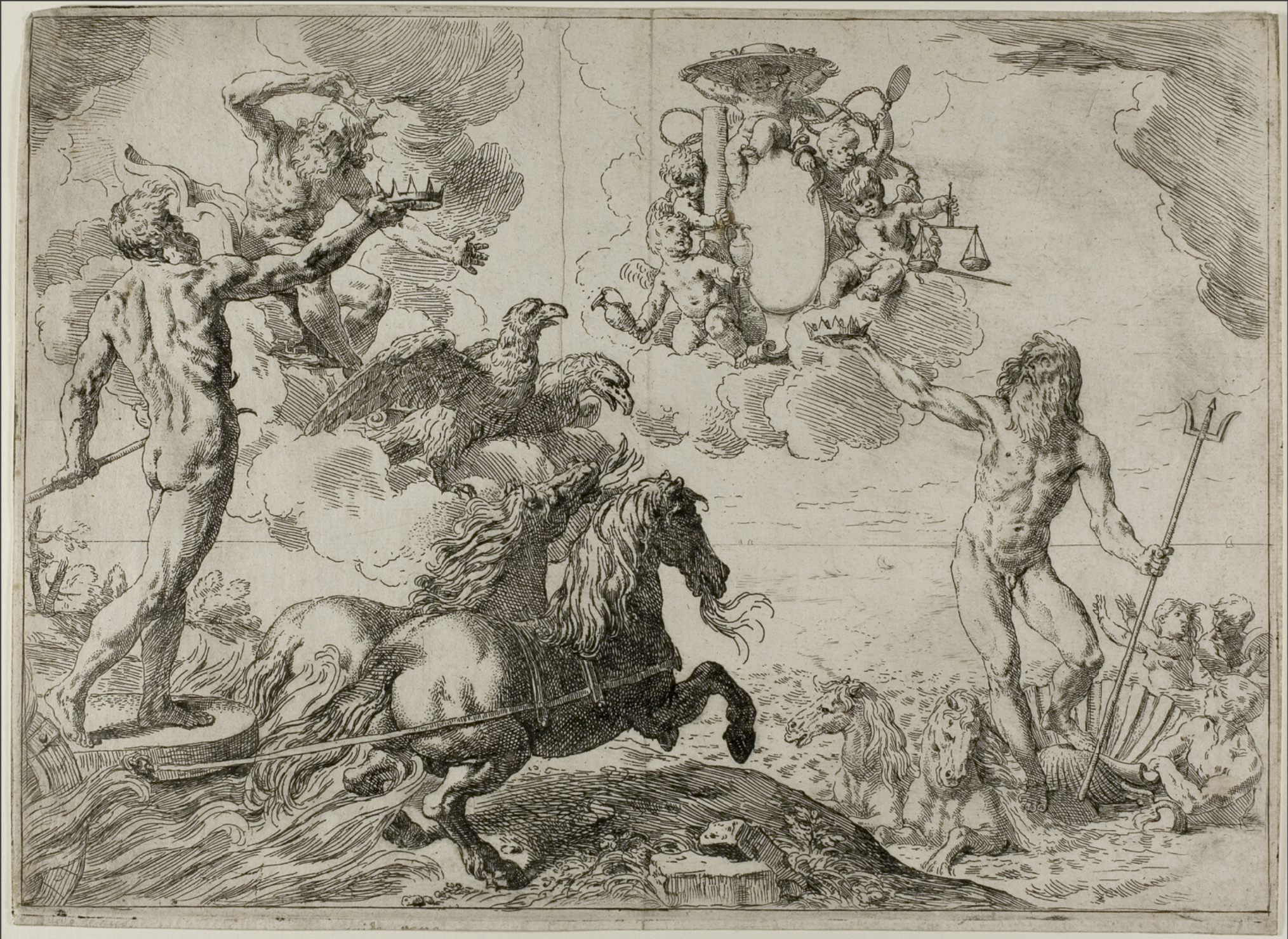
Jupiter, Neptune et Pluton Offrant leur Couronne au Cardinal Borghese, 1640-45
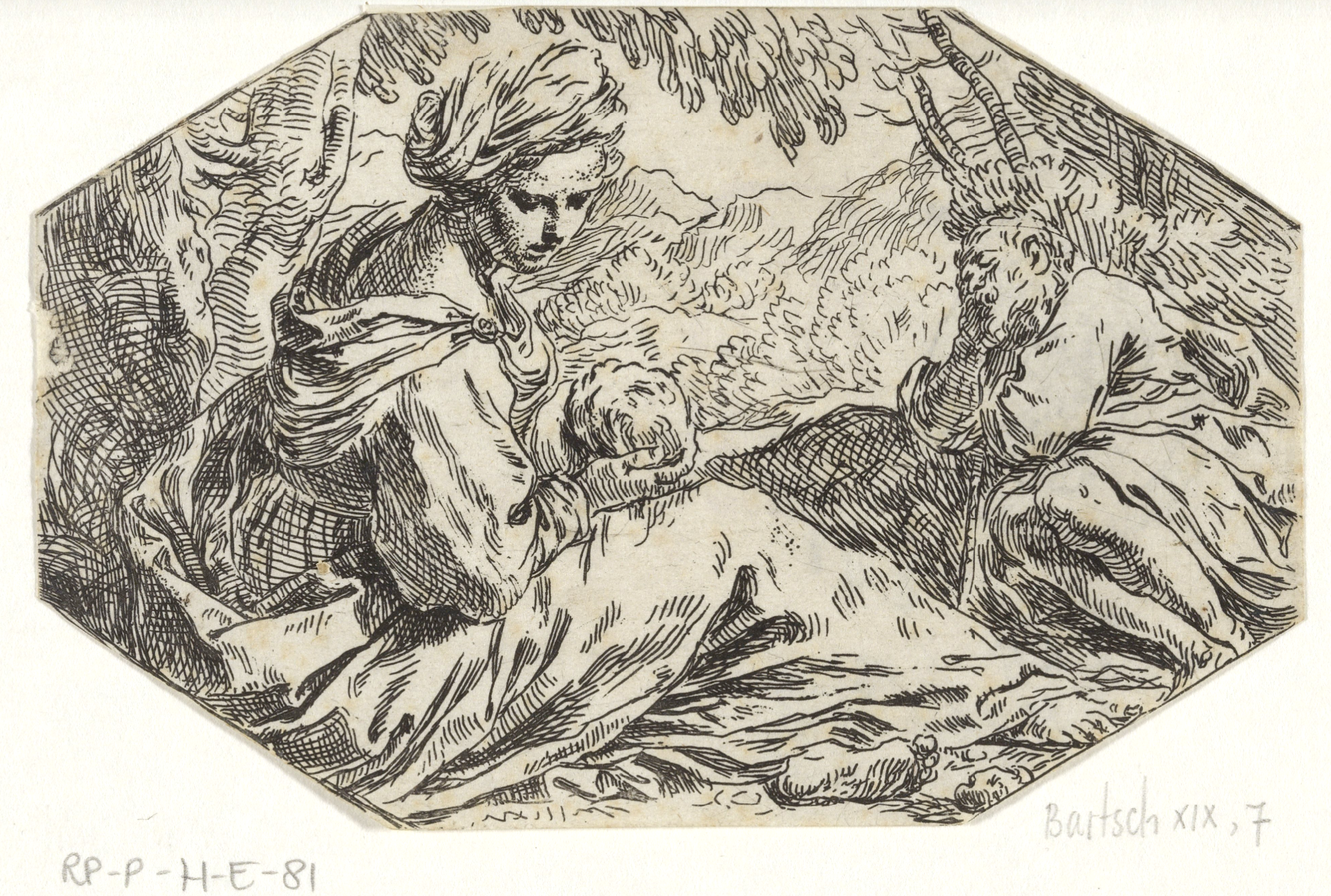
Repos pendant la Fuite d'Égypte - Simone Cantarini 80 × 124 mm
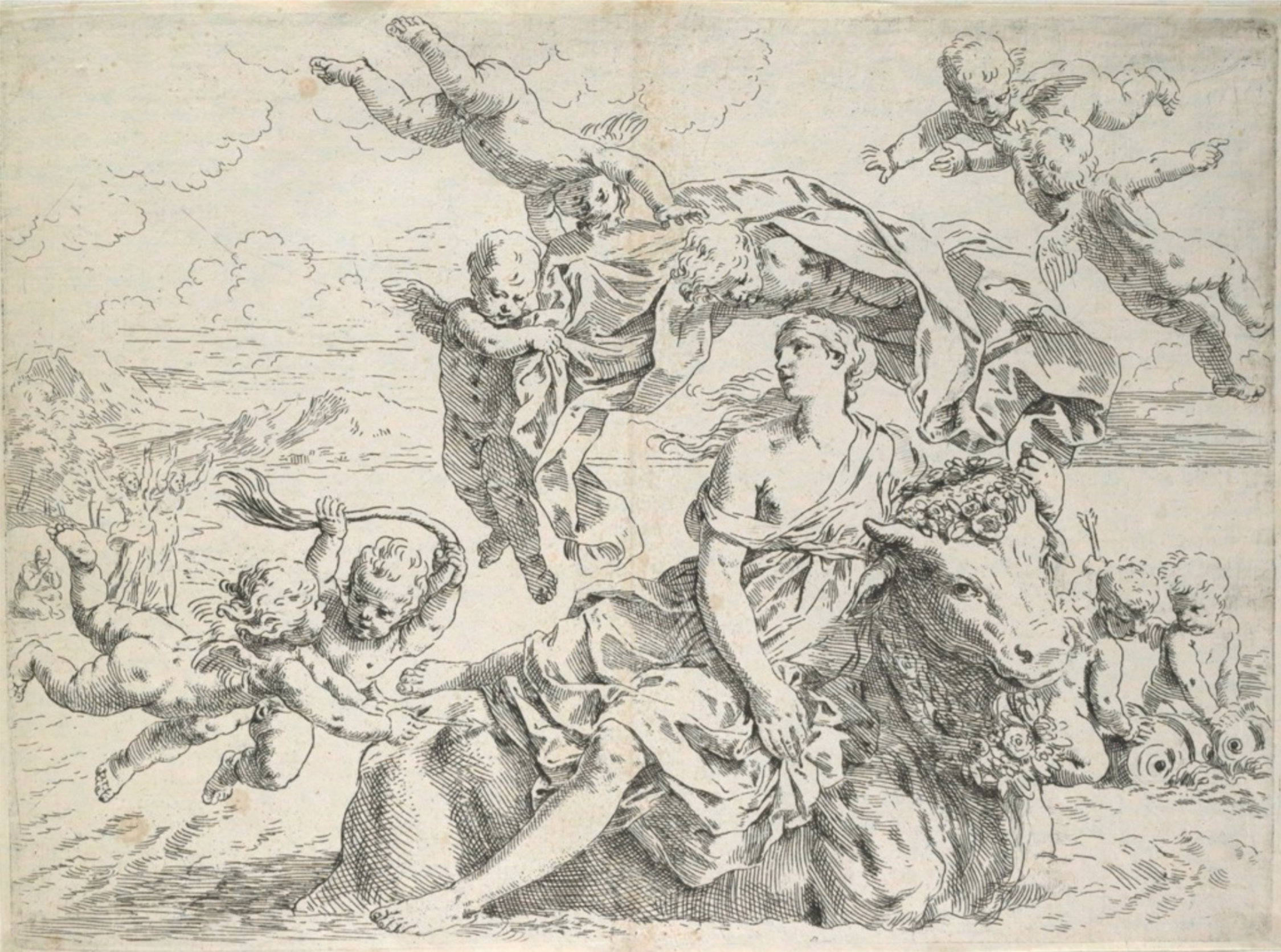
L'enlèvement d'Europe accompagnée par les Anges